# Kościół św. Katarzyny w Szczecinie
Kościół Świętej Katarzyny w Szczecinie – obecnie nieużytkowany kościół znajdujący się na szczecińskim osiedlu Świerczewo. Budowla stoi w dość nietypowym miejscu, bo na terenie hurtowni, otoczona magazynami. Dawniej znajdowała się na terenie folwarku.
Jest to budowla gotycka. Pierwsza wzmianka o niej datowana jest na 1424 rok. Wybudowano ją z cegły i kamienia na planie prostokąta, bez wieży i prezbiterium. W XVII wieku dwa razy była niszczona i odbudowywana. W XIX wieku, w czasie wojen napoleońskich uległa poważnej dewastacji. Następnie umieszczono w niej lazaret. Na początku ubiegłego stulecia we wnętrzu został urządzony magazyn narzędzi. W dwudziestoleciu międzywojennym, świątynia została odremontowana i ponownie odprawiały się w niej nabożeństwa. Kościół przetrwał II wojnę światową, ale nie pełnił już funkcji sakralnych. 
Obiekt przejęła spółdzielnia „Samopomoc Chłopska” i do 1990 roku użytkowała go jako magazyn skór. Przez długi czas budowla była w bardzo złym stanie technicznym. Okna i drzwi były zakryte kratami, dach pokryty folią, a mury podparte belkami. W 2019 roku kontrola wymusiła na właścicielu podjęcie prac zabezpieczających. Ostateczna decyzja o rozpoczęciu remontu zapadła w 2021 roku. Do prac przystąpiono w maju 2024 roku. Obejmują one więźbę dachową, która jest w złym stanie technicznym, a także stropy, wypełnienia i ściany szczytowe. 